# Sthenolepis melanocephala
Sthenolepis melanocephala är en ringmaskart som först beskrevs av Horst 1917.  Sthenolepis melanocephala ingår i släktet Sthenolepis och familjen Sigalionidae. Inga underarter finns listade i Catalogue of Life.